# Іртиський сільський округ (Жанасемейський район)
Ірти́ський сільський округ (каз. Ертіс ауылдық округі, рос. Иртышский сельский округ) — адміністративна одиниця у складі Жанасемейського району Абайської області Казахстану. Адміністративний центр — село Мукур.
Населення — 2506 осіб (2021; 2654 у 2009, 2426 у 1999, 2342 у 1989).
Станом на 1989 рік існувала Іртиська сільська рада (Мунур, Мурат, Приіртиське) колишнього Жанасемейського району.

## Склад
До складу округу входять такі населені пункти:
| Населений пункт    | Старі назви | Населення, осіб (1989) | Населення, осіб (1999) | Населення, осіб (2009) | Населення, осіб (2021) |
| ------------------ | ----------- | ---------------------- | ---------------------- | ---------------------- | ---------------------- |
| Мукур, село        | Мунур       | 1210                   | 1133                   | 1258                   | 1129                   |
| Мурат, село        | -           | 206                    | 318                    | 373                    | 447                    |
| Приіртиське, село  | -           | 926                    | 975                    | 911                    | 863                    |
| --Жалпак, село     | -           | -                      | -                      | 51                     | 41                     |
| --Кенжебай, село   | -           | -                      | -                      | 38                     | 22                     |
| --станція Крупська | -           | -                      | -                      | 23                     | 4                      |